# 시스템 오브 어 다운

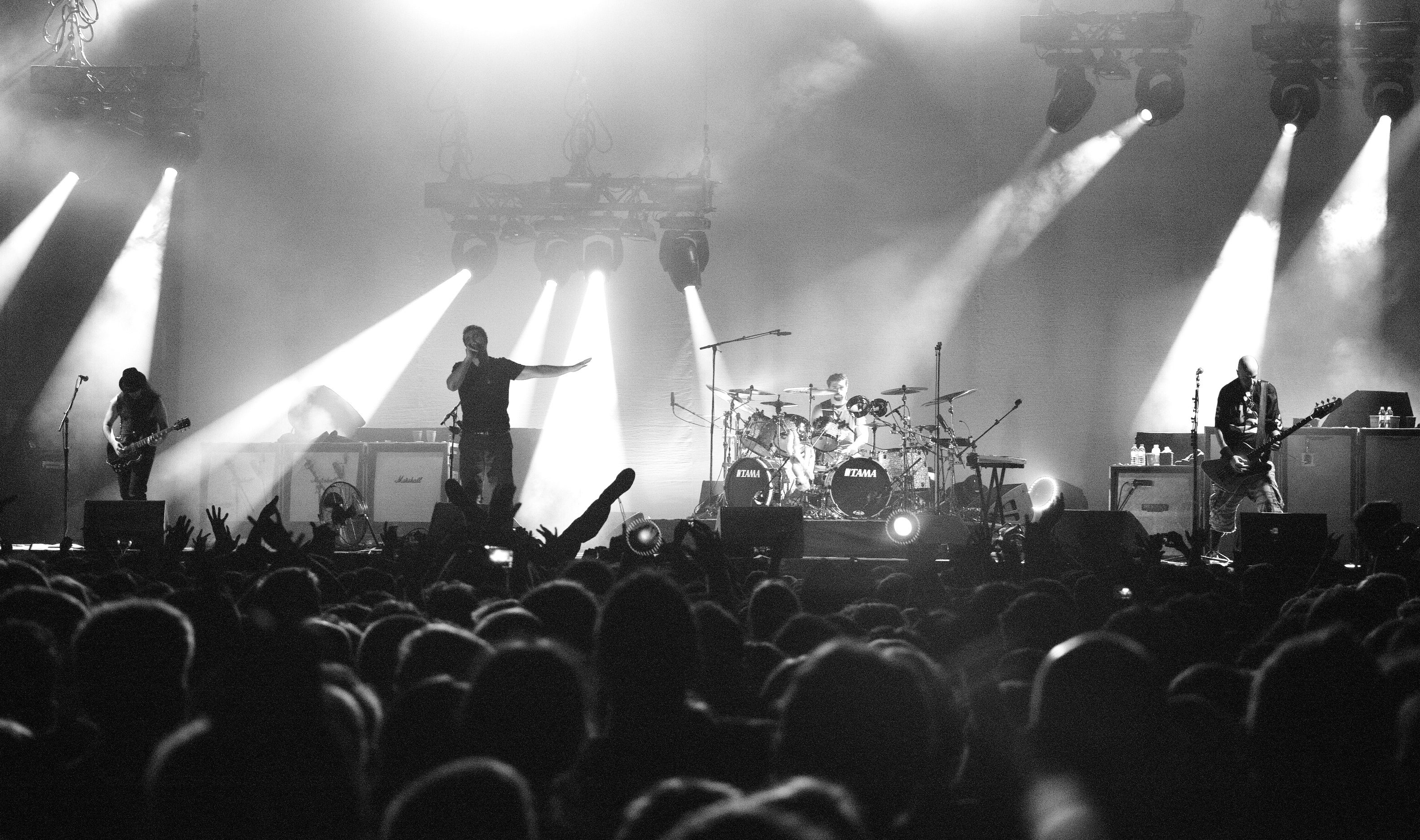
System of a Down 2013

시스템 오브 어 다운(System of a Down)은 미국 캘리포니아주 로스앤젤레스 출신 얼터너티브 메탈 밴드이다. 밴드의 이름은 다론 말라키안이 지은 시 〈Victims of a Down〉에서 유래되었다. 네 명의 멤버 모두 아르메니아계이다.

## 역사
시스템 오브 어 다운은 세르지 탄키안과 다론 말라키안이 멤버로 있었던 밴드 소일(Soil)이 해체된 이후 결성되었다. 베이시스트 샤보 오다지안, 드러머 앤디 하차투리안이 밴드에 합류하였다. 세 번째 데모가 나오고 난 후 앤디 하차투리안은 밴드를 탈퇴하였고, 존 돌마얀이 그의 자리를 맡게 되었다. 이들은 아메리칸 레코딩과 계약을 맺고, 1998년 6월에 데뷔 음반 《System of a Down》을 발매하였다.
2001년에 발매된 두 번째 음반인 《Toxicity》는 캐나다와 미국 음반 차트 1위에 오르며 시스템 오브 어 다운을 대중적으로 크게 알렸다. 이 음반은 미국에서 3x 플래티넘을 인증받았으며, 전 세계적으로 1200만 장의 판매고를 올렸다. 얼마 후, 시스템 오브 어 다운의 미발표곡들이 인터넷을 통해 유출되었다. 밴드는 이 곡들의 최종 버전과 몇몇 새로운 곡들을 수록한 음반 《Steal This Album!》을 2002년 11월에 발표하였다.
2005년에는 《Mezmerize》와 《Hypnotize》를 각각 5월, 11월에 발매하였다. 《Mezmerize》는 미국과 캐나다, 오스트레일리아 등 많은 국가에서 차트 1위에 올랐다. 《Mezmerize》의 싱글 〈B.Y.O.B.〉는 그래미 상 "Best Hard Rock Performance"을 수상하였다. 이어 발표된 《Hypnotize》도 미국 음반 차트 1위에 올랐다.
2006년 5월, 시스템 오브 어 다운은 활동 중단을 발표하였으며, 마지막 공연은 2006년 8월 13일 플로리다주 웨스트팜비치에서 열렸다. 보컬 세르이 탄키안은 솔로 활동을 시작하여 2007년 10월에 솔로 음반 《Elect the Dead》를 발매하였다. 다론 말라키안은 밴드 스카스 온 브로드웨이(Scars on Broadway)를 결성하였으며, 존 돌마얀도 말라키안의 밴드에 합류하였다. 말라키안은 시스템 오브 어 다운이 다시 재결합하지 않을 수도 있다고 밝혔다.
2010년 11월 29일 시스템 오브 어 다운이 2011년 6월에 재결합 공연을 가질 것이라고 공식 발표했다.
그리고 마침내 2011년 후반기에 그들은 성공적으로 독일 최대의 락 축제 락 엠 링에 헤드라이너로 공연하였다.

## 구성원
- 세르이 탄키안(Serj Tankian) - 리드 보컬, 키보드
- 다론 말라키안(Daron Malakian) - 기타, 보컬
- 샤보 오다지안(Shavo Odadjian) - 베이스, 보컬
- 존 돌마얀(John Dolmayan) - 드럼(1997년 ~ 현재)

### 이전 멤버
- 앤디 하차투리안(Andy Khachaturian) - 드럼(1995년 ~ 1997년)

## 음반 목록

### 정규 음반
- 《System of a Down》(1998년)
- 《Toxicity》(2001년)
- 《Mezmerize》(2005년)
- 《Hypnotize》(2005년)

### EP
- 《Sugar E.P.》(1998년)
- 《Lonely Day》(2006년)

## 기타 정보
- 〈B.Y.O.B.(Bring Your Own Bomb)〉는 앨범이 발매되기 전에 스카이 프로리그2005 온게임넷 전기리그에서 오프닝곡으로 먼저 쓰여졌다. 음악계에서 앨범곡을 발매하기 전에 외부에 미리 공개하는 것은 이례적인 일인데, 스타리그를 평소에 즐겨보던 시스템 오브 어 다운이 위영광 온게임넷PD가 만든 프로리그 3라운드 오프닝을 보고 감동을 받아서 소니BMG코리아에 사정을 설명하고 위PD에게 간곡하게 요청을 했다고 한다.[3]